# Tritonal
Tritonal är ett militärt sprängmedel som består av 80 % trotyl och 20 % aluminiumpulver. Tritonal började tillverkas i början av 1900-talet för att kompensera för bristen på toluen som begränsade den mängd trotyl som kunde tillverkas. Det syre som frigörs vid detonation av Trotyl reagerar med aluminium i en exoterm reaktion vilket ökar explosionens energiinnehåll.
Idag är tritonal ersatt av andra sprängmedel som Torpex, HBX eller Minol som även innehåller ämnena RDX eller ammoniumnitrat som frigör mer syre än vad enbart trotyl gör.